# Episodi de L'allegra banda di Nick (undicesima stagione)
L'undicesima stagione della serie televisiva L'allegra banda di Nick è stata trasmessa in anteprima in Canada dalla CBC Television tra il 26 settembre 1982 e il 27 marzo 1983.
| nº | Titolo originale                      | Titolo italiano | Prima TV Canada   | Prima TV Italia |
| -- | ------------------------------------- | --------------- | ----------------- | --------------- |
| 1  | Never Can Say Goodbye                 |                 | 26 settembre 1982 |                 |
| 2  | Courtaship                            |                 | 3 ottobre 1982    |                 |
| 3  | Marriage                              |                 | 10 ottobre 1982   |                 |
| 4  | As Young As You Feel                  |                 | 24 ottobre 1982   |                 |
| 5  | The Life and Legend of Nick Adondidas |                 | 31 ottobre 1982   |                 |
| 6  | Father Was a Truck Driving Man        |                 | 14 novembre 1982  |                 |
| 7  | Hanson's Ark                          |                 | 5 dicembre 1982   |                 |
| 8  | The Bait                              |                 | 12 dicembre 1982  |                 |
| 9  | A Family Christmas                    |                 | 19 dicembre 1982  |                 |
| 10 | Nick Takes a Vacation                 |                 | 23 gennaio 1983   |                 |
| 11 | Salmon Woman                          |                 | 30 gennaio 1983   |                 |
| 12 | Wave of the Future                    |                 | 6 febbraio 1983   |                 |
| 13 | Gibson's Challenge Cup                |                 | 13 febbraio 1983  |                 |
| 14 | How Long Does a Butterfly Live        |                 | 20 febbraio 1983  |                 |
| 15 | You're Halfway Home, Kid              |                 | 27 febbraio 1983  |                 |
| 16 | Rock Friday                           |                 | 6 marzo 1983      |                 |
| 17 | A Boat For Mr. Kokubu                 |                 | 13 marzo 1983     |                 |
| 18 | Getting Into Success                  |                 | 27 marzo 1983     |                 |